# Іст-Трой (Вісконсин)
Іст-Трой (англ. East Troy) — селище (англ. village) в США, в окрузі Волворт штату Вісконсин. Населення — 4687 осіб (2020).

## Географія
Іст-Трой розташований за координатами 42°47′6″ пн. ш. 88°23′38″ зх. д. / 42.78500° пн. ш. 88.39389° зх. д. (42.784960, -88.393770).  За даними Бюро перепису населення США в 2010 році селище мало площу 11,69 км², з яких 11,58 км² — суходіл та 0,11 км² — водойми.

## Демографія
Згідно з переписом 2010 року, у селищі мешкала 4281 особа в 1737 домогосподарствах у складі 1125 родин. Густота населення становила 366 осіб/км².  Було 1866 помешкань (160/км²).
Расовий склад населення:
| - 95,9 % — білих - 0,6 % — азіатів - 0,5 % — корінних американців - 0,4 % — чорних або афроамериканців - 0,1 % — вихідців з тихоокеанських островів - 1,1 % — осіб інших рас |

До двох чи більше рас належало 1,4 %. Частка іспаномовних становила 4,0 % від усіх жителів.
За віковим діапазоном населення розподілялося таким чином: 27,0 % — особи молодші 18 років, 61,0 % — особи у віці 18—64 років, 12,0 % — особи у віці 65 років та старші. Медіана віку мешканця становила 36,1 року. На 100 осіб жіночої статі у селищі припадало 96,6 чоловіків;  на 100 жінок у віці від 18 років та старших — 92,2 чоловіків також старших 18 років.
Середній дохід на одне домашнє господарство  становив 66 677 доларів США (медіана — 59 030), а середній дохід на одну сім'ю — 76 858 доларів (медіана — 69 468). Медіана доходів становила 53 369 доларів для чоловіків та 41 297 доларів для жінок. За межею бідності перебувало 8,9 % осіб, у тому числі 15,0 % дітей у віці до 18 років та 5,3 % осіб у віці 65 років та старших.
Цивільне працевлаштоване населення становило 2271 особа. Основні галузі зайнятості: освіта, охорона здоров'я та соціальна допомога — 20,5 %, виробництво — 19,6 %, будівництво — 12,7 %, роздрібна торгівля — 12,3 %.